# Un casament perfecte
Un casament perfecte (títol original en anglès, Perfect Match) és un telefilm del 2015 dirigida per Ron Oliver protagonitzada per Danica McKellar i Paul Green. S'ha doblat al català.

## Sinopsi
En Paul i la Lucy són dos joves a punt de casar-se, però tots dos estan en desacord amb qualsevol decisió a prendre. La mare del nuvi decideix contractar un organitzador de noces i un organitzador d'esdeveniments per ajudar els nuvis amb els seus preparatius. Els dos planificadors són molt diferents entre ells i sovint discuteixen entre ells, però amb el temps es coneixen millor i aconsegueixen excel·lents resultats no només a la feina.